# Сельское поселение Териберка
Сельское поселение Тери́берка — муниципальное образование в составе Кольского района Мурманской области, Россия. 
Административный центр — село Териберка. 

## География
Сельское поселение Териберка расположено в северной части области в северо-восточной части Кольского района. С севера омывается Баренцевым морем. Граничит:
- на востоке — с сельским поселением Ловозеро Ловозерского района;
- на юге — с городским поселением Туманный;
- на юго-западе — с ЗАТО город Североморск.

## Население
| 2010 | 2012 | 2013 | 2014 | 2015 | 2016 | 2017 |
| ---- | ---- | ---- | ---- | ---- | ---- | ---- |
| 1025 | ↘974 | ↘972 | ↘944 | ↘925 | ↘897 | ↘729 |
| 2018 | 2019 | 2020 | 2021 | 2023 |      |      |
| ↘617 | ↘594 | ↘573 | ↘569 | ↘528 |      |      |

Численность населения, проживающего на территории населённого пункта, по данным Всероссийской переписи населения 2010 года составляет 1025 человек, из них 539 мужчин (52,6 %) и 486 женщин (47,4 %). Население на 1 января 2005 года составляло 1418 человек

## Состав
В состав сельского поселения входят пять населённых пунктов.
| № | Населённый пункт      | Тип населённого пункта       | Население   |
| - | --------------------- | ---------------------------- | ----------- |
| 1 | Териберка             | село, административный центр | ↘957 (2010) |
| 2 | Восточный Кильдин     | населённый пункт             | ↘4 (2010)   |
| 3 | Дальние Зеленцы       | населённый пункт             | ↘52 (2010)  |
| 4 | Западный Кильдин      | населённый пункт             | ↘6 (2010)   |
| 5 | Остров Большой Олений | населённый пункт             | ↘6 (2010)   |

До 24 апреля 2013 года в состав поселения входил населённый пункт Маяк Тювагубский, упразднённый в связи с отсутствием проживающего населения.

## Экономика
В селе Териберка базируются сельскохозяйственный производственный кооператив, рыболовецкий колхоз «Мурман» и ООО «Дейлар» занимающееся рыбообработкой.

## Галерея

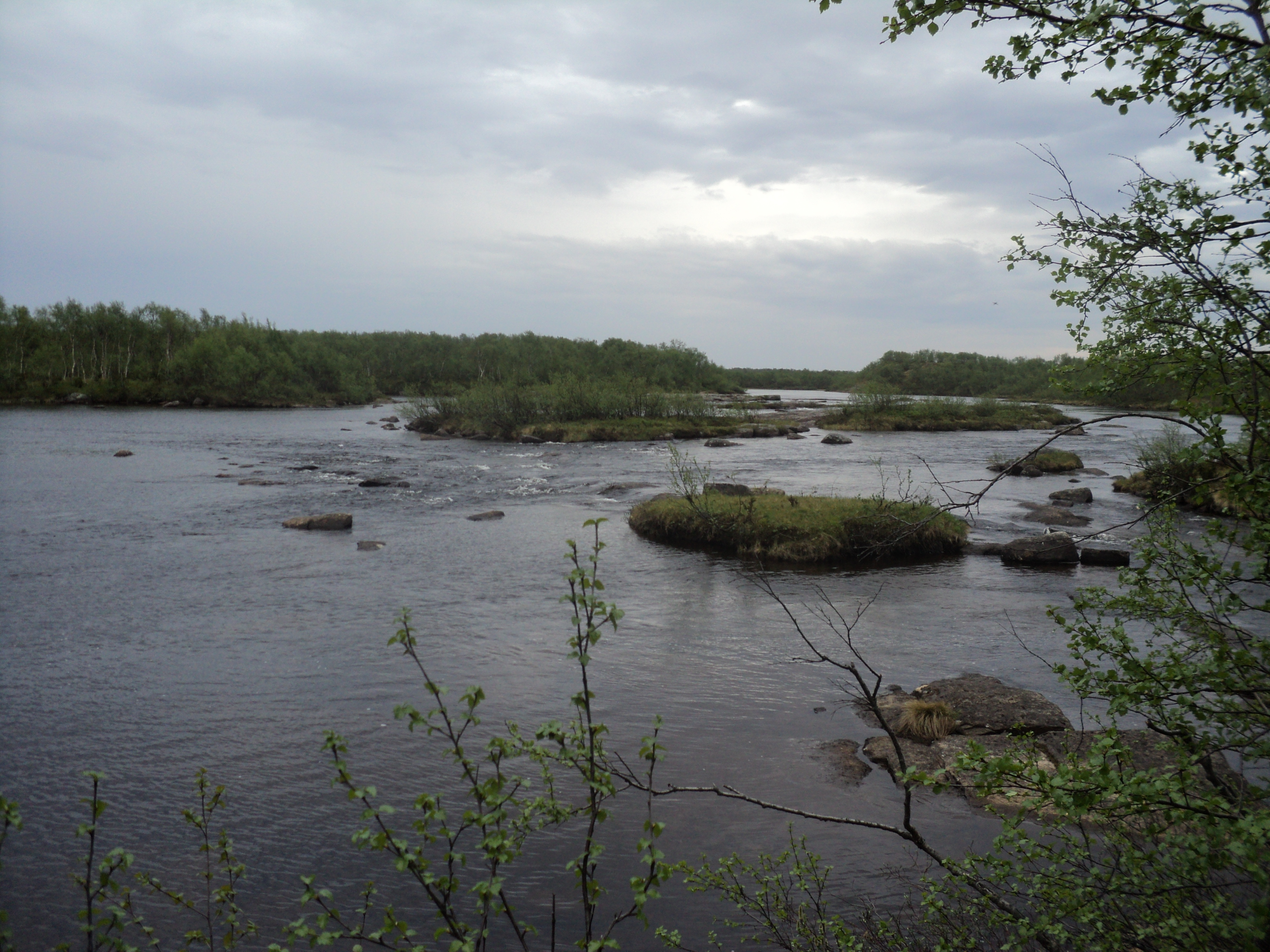
Териберка. Река Териберка